# Chrysotus alpicola
Chrysotus alpicola är en tvåvingeart som beskrevs av Gabriel Strobl 1893. Chrysotus alpicola ingår i släktet Chrysotus och familjen styltflugor. Inga underarter finns listade i Catalogue of Life.